# 徳島市民活力開発センター
徳島市民活力開発センター（とくしましみんかつりょくかいはつセンター）は、徳島県徳島市幸町にある市民活動に関する施設。

## 事業内容
- 情報収集・提供
  - 徳島市内で活動しているNPO・ボランティア団体の情報を提供。
- NPOカフェ&おでかけNPOカフェ
  - 行政・市民団体・市民等が分野別・テーマ別の会合等の懇談会を開催。
- 相談
  - 市民活動に関する相談。
- 交流
  - 市民団体間・学生・企業等、社会貢献に関わる人へネットワーク作りのサポート。
- 各種講座

## 基礎データ

### 利用期間
- 開館日：10:00 - 21:00（ただし日曜日・祝日は18:00まで）
- 休館日：毎週月曜日（祝日にあたる場合はその翌日）、年末年始（12月29日 - 1月3日）

## 交通
- JR徳島駅から徒歩約15分。
- 徳島自動車道「徳島インターチェンジ」から車で約10分。